# Peter Webert
Peter Heinrich Adam Amandus Webert (* 2. Dezember 1962 in Bad Hersfeld) ist ein Brigadegeneral des Heeres der Bundeswehr und seit Oktober 2019 Kommandeur des Zentrums für Geoinformationswesen der Bundeswehr in Euskirchen und Leiter des Geoinformationsdienstes der Bundeswehr.

## Militärische Laufbahn

### Ausbildung und erste Verwendungen
Webert trat im Juli 1982 beim Panzerartilleriebataillon 355 in Wildflecken in die Bundeswehr ein und absolvierte dann bis 1983 die Offizierausbildung der Artillerietruppe. Von 1983 bis 1986 studierte er Vermessungswesen an der Universität der Bundeswehr München. Nach Abschluss des Studiums als Diplom-Ingenieur wurde er von 1987 bis 1989 als Zugführer im Werferzug MGM-52 Lance und von 1989 bis 1991 als Zugführer der Begleitbatterie im Raketenartilleriebataillon 650 in Flensburg eingesetzt. Von 1991 bis 1993 folgte eine weitere Zugführerverwendung, diesmal als Vermessungszugführer in der Topographiebatterie 600 der Topographietruppe in Rendsburg. Im Anschluss wurde er bis 1995 als Kompaniechef des selbständigen Topographiezugs 100, ebenso in Rendsburg, eingesetzt. Von 1995 bis 1997 nahm er am 38. Generalstabslehrgang Heer an der Führungsakademie der Bundeswehr in Hamburg teil, wo er zum Offizier im Generalstabsdienst ausgebildet wurde.

### Dienst als Stabsoffizier
Danach wurde Webert nach Euskirchen versetzt, wo er von 1997 bis 2000 als Stabsoffizier für Geoinformationswesen im Dezernat Grundsatz im Amt für Geoinformationswesen der Bundeswehr eingesetzt wurde. Es folgte 2000 bis 2004 eine internationale Stabsverwendung als Stabsoffizier für Geoinformationswesen im Regional Command Allied Forces North Europe der NATO in Brunssum (Niederlande). Es folgten zwei weitere Dienstposten im Zentrum für Geoinformationswesen der Bundeswehr, 2004 als Dezernatsleiter Nationale/Internationale Kooperation und Vertretung des Gruppenleiters Außenbeziehungen, sowie von 2005 bis 2007 als Dezernatsleiter Konzeption/Ausbildung. 2007 wurde Webert nach Bonn versetzt, wo er bis 2008 Grundsatzreferent Fü S II 6 (GeoInformationswesen der Bundeswehr; Navigation in der Bundeswehr ) im Führungsstab der Streitkräfte im Bundesministerium der Verteidigung war. Es folgten eine Reihe von Anschlussverwendungen im Zentrum für Geoinformationswesen der Bundeswehr: von 2008 bis 2010 war er Gruppenleiter Außenbeziehungen, Gruppenleiter Einsatz von 2010 bis 2013, 2013 bis 2015 als Abteilungsleiter GeoInfo-Unterstützung, und schließlich 2015 bis 2016 als Chef des Stabes. Von 2016 bis 2019 wurde Webert im Bundesministerium der Verteidigung (Dienstsitz Berlin) als Referatsleiter CIT I 5 (Geoinformationswesen der Bw, Geoinformationsunterstützung IT-SysBw, Analyse & Simulation – später CIT II 8) eingesetzt.

### Dienst als General
Am 25. September 2019 wurde Webert Nachfolger von Brigadegeneral Roland Brunner als Kommandeur des Zentrums für Geoinformationswesen der Bundeswehr und Leiter des Geoinformationsdienstes der Bundeswehr. Auf diesem Dienstposten erhielt er im Dezember 2019 auch selbst die Ernennung zum Brigadegeneral.

### Auslandseinsätze
- KFOR Stabsoffizier für Geoinformationswesen, 2. Ktgt KFOR, CIMIC-Kompanie, Prizren, Kosovo

## Privates
Webert ist verheiratet und hat zwei Kinder.